# قطعنامه ۹۴۵ شورای امنیت
قطعنامه ۹۴۵ شورای امنیت سازمان ملل متحد که در تاریخ ۲۹ سپتامبر ۱۹۹۴ تصویب شد، سندی بین‌المللی دربارهٔ وضعیت در آنگولا است. این قطعنامه طی نشست ۳۴۳۱ام با ۱۵ رای موافق، ۰ مخالف و ۰ ممتنع تصویب شد.